# Paul-Augustin Lecœur

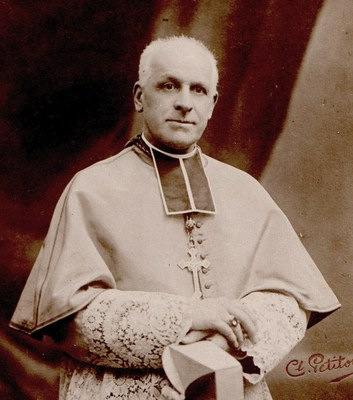
Paul-Augustin Lecœur (ca. 1930)

Paul-Augustin Lecœur (* 13. März 1848 in Rouen; † 18. März 1942 in Saint-Flour, Département Cantal) war ein französischer Geistlicher und von 1906 bis zu seinem Tod römisch-katholischer Bischof von Saint-Flour.

## Leben
Paul-Augustin Lecœur nahm 1870 als Krankenpfleger am Deutsch-Französischen Krieg teil und empfing am 21. Juli 1872 die Priesterweihe für das Erzbistum Rouen. Er war Professor und Superior des Instituts Saint-Lambert in seiner Heimatstadt Rouen.
Papst Pius X. ernannte ihn am 13. Juli 1906 zum Bischof von Saint-Flour. Die Bischofsweihe spendete ihm am 8. August desselben Jahres Edmond-Frédéric Fuzet, Erzbischof von Rouen. Mitkonsekratoren waren Claude Bardel, Bischof von Sées, und Philippe Meunier, Bischof von Évreux. Durch die 1905 vollzogene Trennung zwischen Kirche und Staat in Frankreich wurde Lecœur noch im Jahr seiner Ernennung aus seiner Residenz vertrieben, ebenso wurde im Dezember 1906 das Priesterseminar geschlossen. Erst im Mai 1913 konnten die Seminaristen dorthin zurückkehren.
Lecœur war Ritter der Ehrenlegion und starb in seiner Bischofsstadt fünf Tage nach seinem 94. Geburtstag.